# Мали Коњари
Мали Коњари (мкд. Мало Коњари) су насеље у Северној Македонији, у јужном делу државе. Мали Коњари припадају општини Прилеп.

## Географија
Насеље Мали Коњари је смештено у јужном делу Северне Македоније. Од најближег већег града, Прилепа, насеље је удаљено 7 km западно.
Мали Коњари се налазе у средишњем делу Пелагоније, највеће висоравни Северне Македоније. Село је смештено у средишњем делу поља, а најближа планина је Трескавац, 10 km североисточно. надморска висина насеља је приближно 620 метара.
Клима у насељу је континентална.

## Становништво
По попису становништва из 2002. године, Мали Коњари су имали 727 становника.
Претежно становништво у насељу су етнички Македонци (99%). Остало су махом Срби.
Већинска вероисповест у насељу је православље.